# St. Stephan (Autenried)

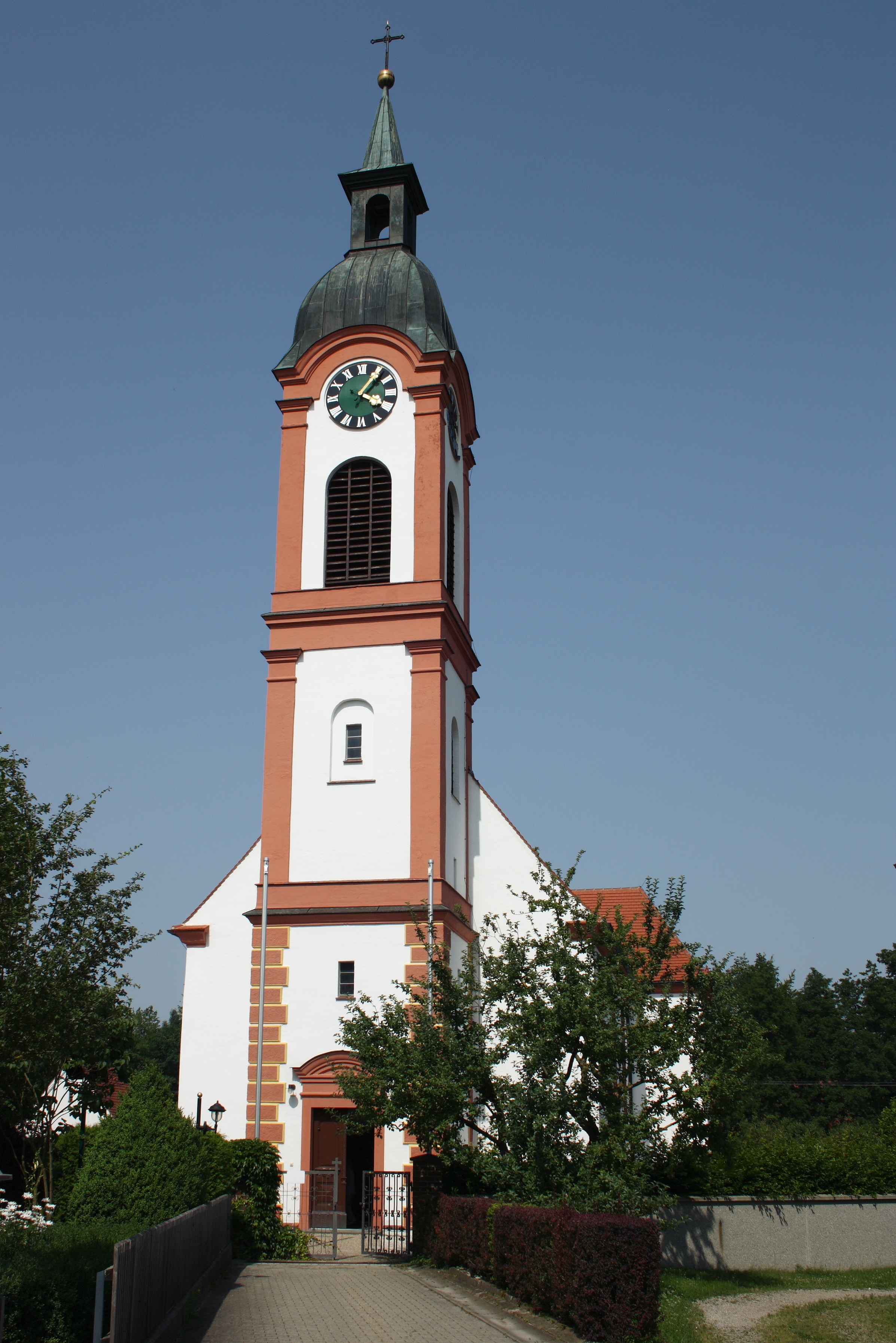
St. Stephan in Autenried

Die römisch-katholische Pfarrkirche St. Stephan steht in Autenried, einem Stadtteil von Ichenhausen im schwäbischen Landkreis Günzburg in Bayern. Das Bauwerk ist in der Liste der Baudenkmäler in Ichenhausen als Baudenkmal unter der Nr. D-7-74-143-50 eingetragen. Die Kirche gehört zur Pfarreiengemeinschaft Ichenhausen im Dekanat Günzburg des Bistums Augsburg.

## Beschreibung
Die Kreuzkirche wurde 1708/09 nach einem Entwurf von Georg Reiner erbaut und 1765/66 nach Plänen von Joseph Dossenberger verändert. Sie besteht aus einem Langhaus, einem eingezogenen, halbrund geschlossenen Chor im Osten, vor dem ein Querschiff eingefügt ist, in dem sich Kapellen befinden, und einem 1890 errichteten neobarocken Fassadenturm im Westen, dessen oberstes Geschoss den Glockenstuhl und darüber die Turmuhr beherbergt, und der mit einer Glockenhaube bedeckt wurde, die von einer Laterne bekrönt wird. 
Der Innenraum des Langhauses ist mit einem Stichkappengewölbe überspannt, der des Chors mit einem Tonnengewölbe. Die Fresken hat 1766 Johann Anwander gestaltet. Zur Kirchenausstattung gehört ein von den Statuen des Josef von Nazaret und der Anna selbdritt flankierter Hochaltar, auf dessen Altarretabel der heilige Donatus dargestellt ist.